# Roland Vunuvung
Roland Vunuvung (ur. 11 sierpnia 1959 w Vunapope) – papuaski duchowny katolicki, biskup Kavieng od 2023.

## Życiorys

### Prezbiterat
Święcenia kapłańskie otrzymał 24 listopada 1985 i został inkardynowany do archidiecezji Rabaul. Pracował głównie jako duszpasterz parafialny. Pełnił także funkcje m.in. dyrektora kurialnego wydziału ds. powołań, wykładowcy filozofii w diecezjalnym seminarium oraz rektora krajowego seminarium w Rapolo.

### Episkopat
24 czerwca 2023 papież Franciszek mianował go biskupem Kavieng. Sakry udzielił mu 15 sierpnia 2023 arcybiskup Rochus Josef Tatamai.